# Matveï Tchijov
Pour les articles homonymes, voir Tchijov.
Matveï Afanassievitch Tchijov (Матвей Афанасьевич Чижов), né le 10/22 novembre 1838 au village de Poudovo dans le gouvernement de Moscou et mort le 28 mai/10 juin 1916 à Pétrograd, est un sculpteur russe,,,

## Biographie
Tchijov naît au sein d'une famille de paysans aisés qui avait racheté sa liberté du servage. Le père ouvre en 1838 un atelier de pierres tombales au cimetière de la Présentation de Moscou. Dès l'âge de cinq ans, Matveï Tchijov commence à modeler des animaux en argile et à onze ans il commence à aider son père et à graver des inscriptions sur le marbre ou le granite.
D'août 1851 à juin 1854, il fréquente l'école luthérienne germanophone Saint-Michel de Moscou. En même temps, il apprend le modelage à l'école Stroganov de dessin technique auprès de Vladimir Brovski, qui le recommande à l'École de peinture, de sculpture et d'architecture de Moscou où Nikolaï Ramazanov le prend comme étudiant. Tchijov y reçoit une solide formation de sculpteur, si bien qu'il est gratifié en 1858 d'une petite médaille d'argent de l'Académie impériale des beaux-arts pour un relief intitulé Le Guerrier et en 1859 d'une grande médaille pour une Flagellation du Christ.
Tchijov devient l'assistant de Ramanazov lors des travaux effectués pour la cathédrale du Christ-Sauveur de Moscou. Ensuite Tchijov termine l'immense Descente du Christ aux enfers, puis il réalise deux hauts-reliefs pour deux églises moscovites.
Peu après Tchijov est invité par Mikhaïl Mikéchine à rejoindre l'équipe des sculpteurs chargés de réaliser le Monument du millénaire de la Russie à Novgorod. Tchijov y sculpte cinq hauts-reliefs.

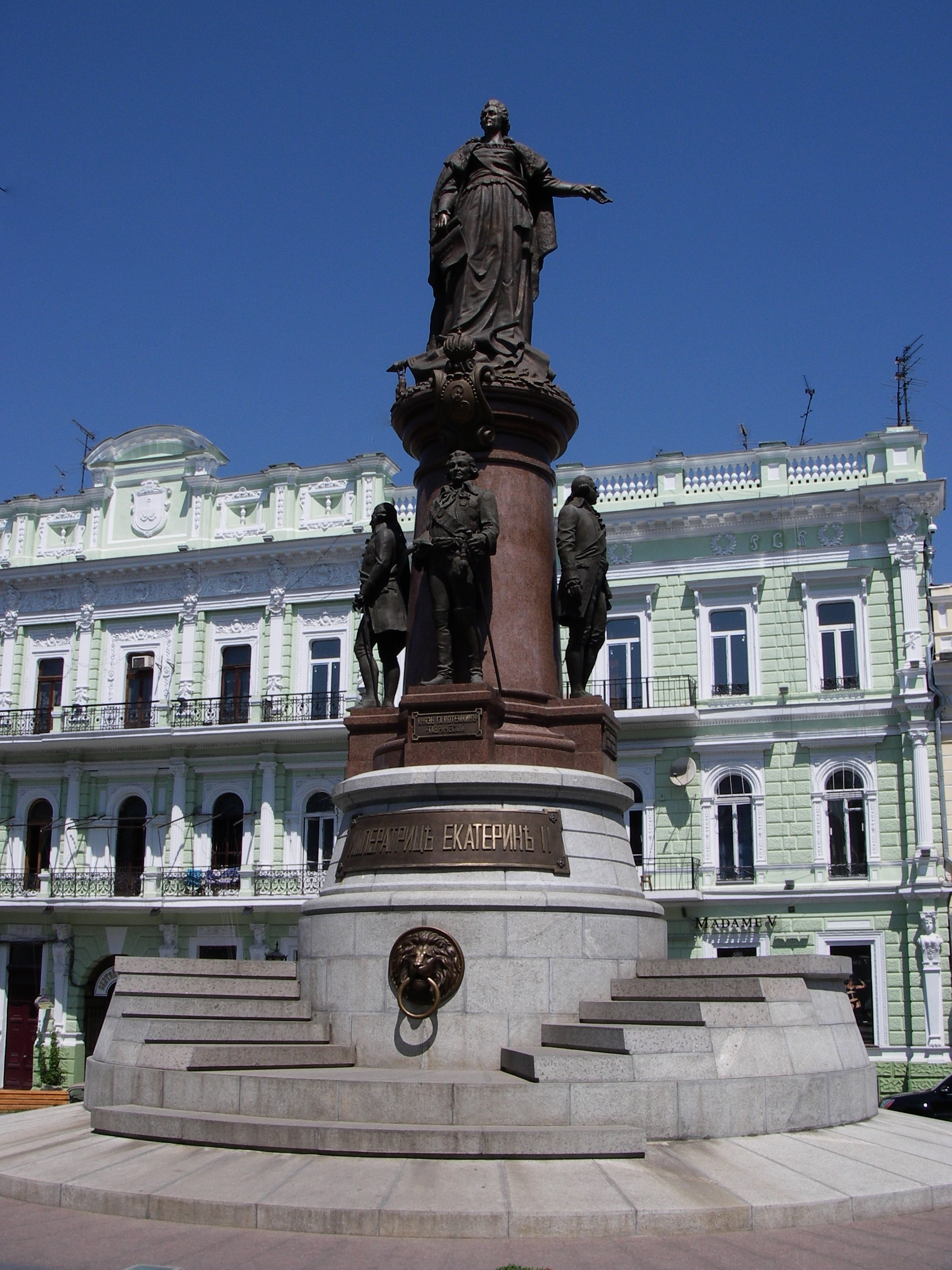
Monument de Catherine II à Odessa.

Tchijov retourne à Saint-Pétersbourg et étudie de 1863 à 1867 à l'atelier de Nikolaï Pimenov à l'Académie impériale des beaux-arts, ainsi qu'à celui de Peter Clodt von Jürgensburg. Il reçoit une petite et une grande médaille d'argent, ainsi qu'une petite médaille d'or pour son travail. En outre, il honore des commandes privées de Mikéchine. Pour la fin de ses études, il présente La Résurrection du jeune homme de Naïn, pour laquelle il lui est remis en 1867 une grande médaille d'or et le rang d'artiste de Ire classe. Cette œuvre se trouve aujourd'hui au musée Russe.
Avec cette médaille d'or, il est gratifié aussi d'une bourse d'études pour un voyage à l'étranger et il se rend en Allemagne, en Autriche-Hongrie et en Italie. Il travaille à Rome de 1868 à 1873. Ses œuvres sont exposées à Saint-Pétersbourg, où il est nommé académicien en 1873. Il présente aussi une œuvre à l'Exposition universelle de 1878 à Paris, pour laquelle il reçoit une médaille d'or de IIIe classe.
Il rentre à Saint-Pétersbourg en 1875. En 1878, il enseigne la sculpture à l'école centrale de dessin technique fondée par le baron Alexandre von Stieglitz deux ans plus tôt à Saint-Pétersbourg et il est restaurateur de sculptures au musée de l'Ermitage. En 1893, il est membre à part entière de l'Académie des beaux-arts et membre du conseil de l'Académie.
Tchijov était l'époux d'Émilie Brinkmann, dont il a eu deux fils et une fille. Son fils Constantin (1874-1946) était ingénieur militaire et s'est engagé dans l'Armée rouge pendant la Guerre civile russe; il s'est marié avec une fille du maître de ballet Marius Petipa. Leur fille, Nadejda Petipa-Tchijova, est devenue actrice.

## Quelques œuvres

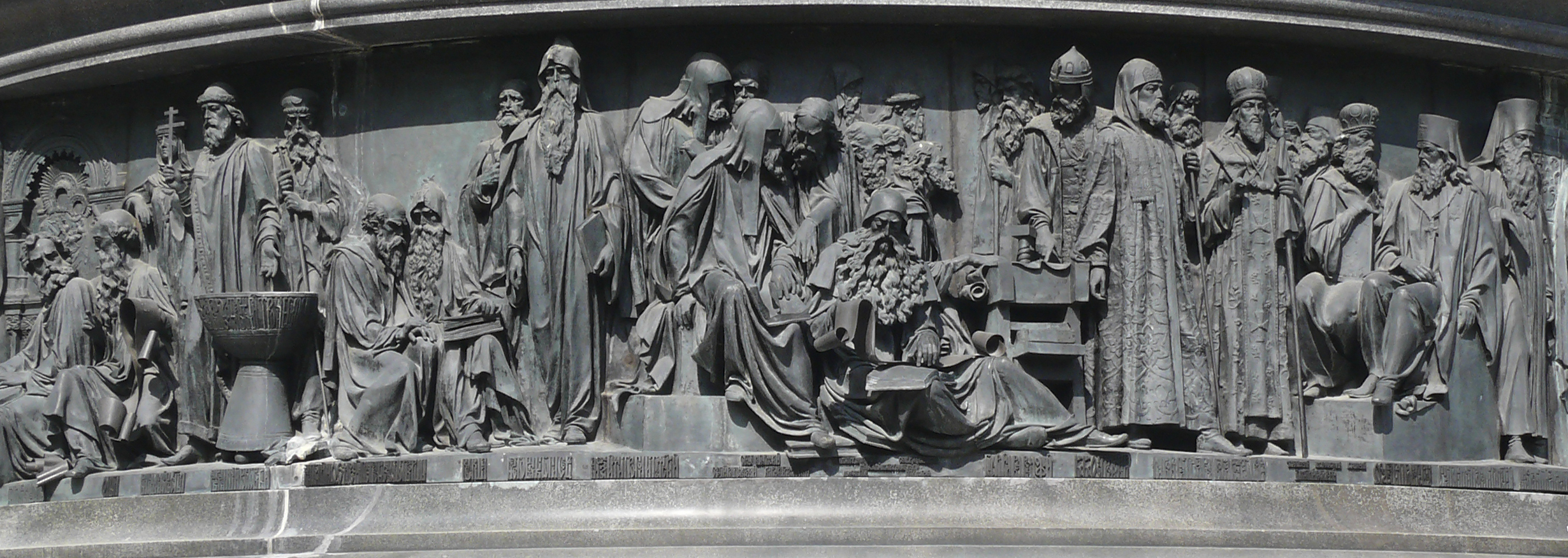
Les Éclairés (1862), Monument national du millénaire de la Russie à Novgorod
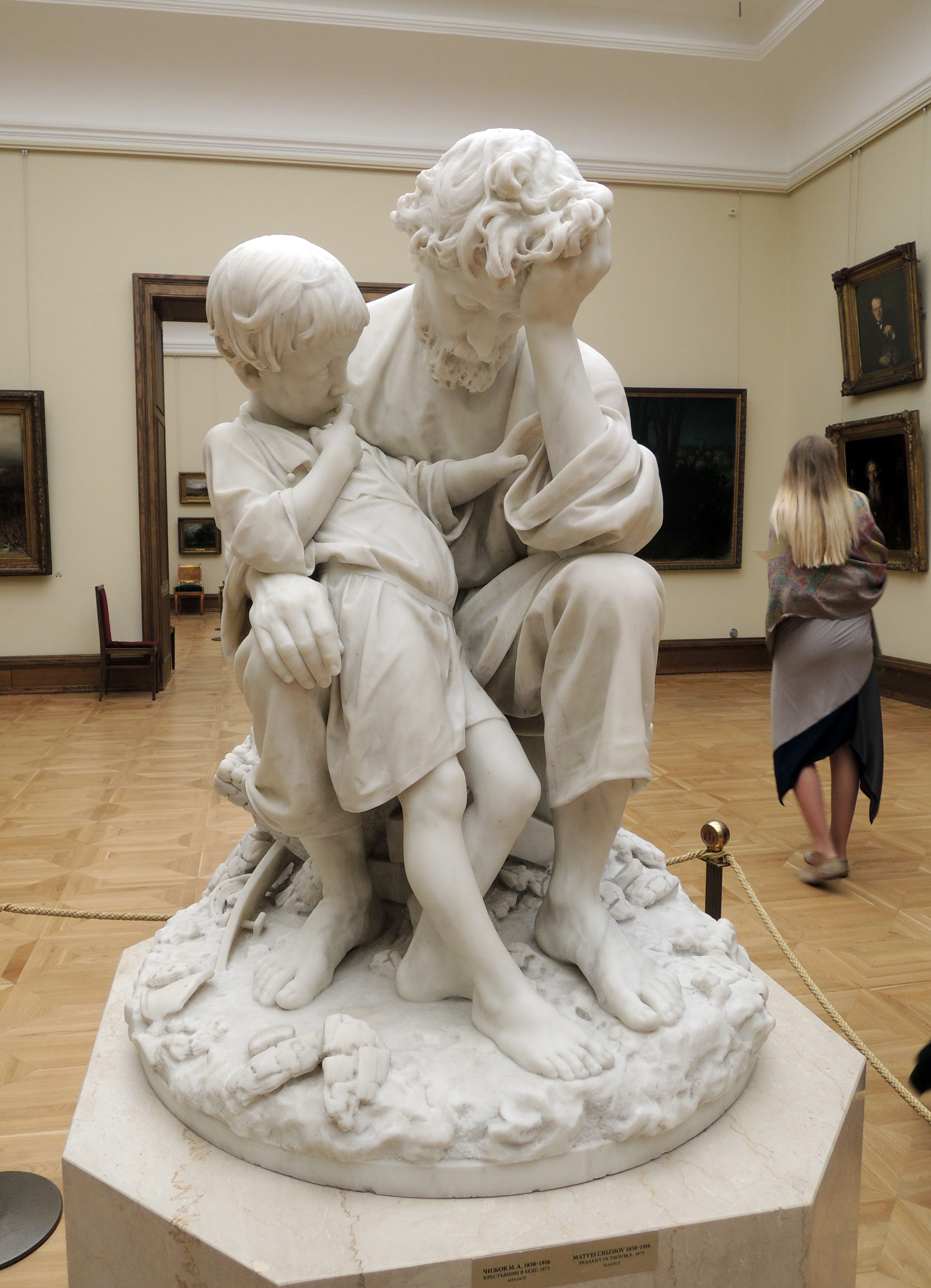
Paysan dans le trouble (1873), Galerie Tretiakov
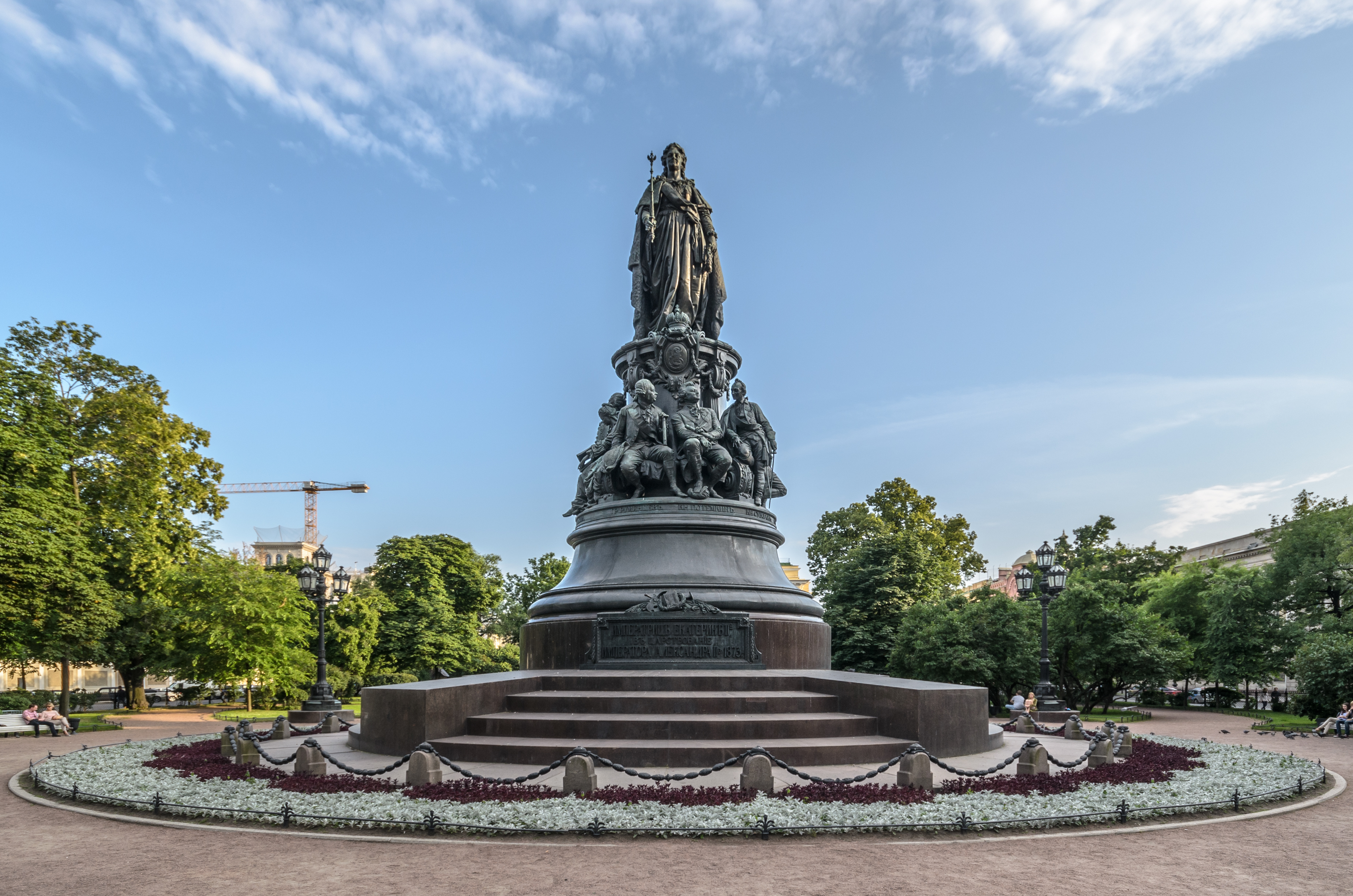
Monument de Catherine II (1873 avec Mikhaïl Mikechine, Alexandre Opekouchine, les architectes Viktor Schröter, David Grimm), place Ostrovski à Saint-Pétersbourg
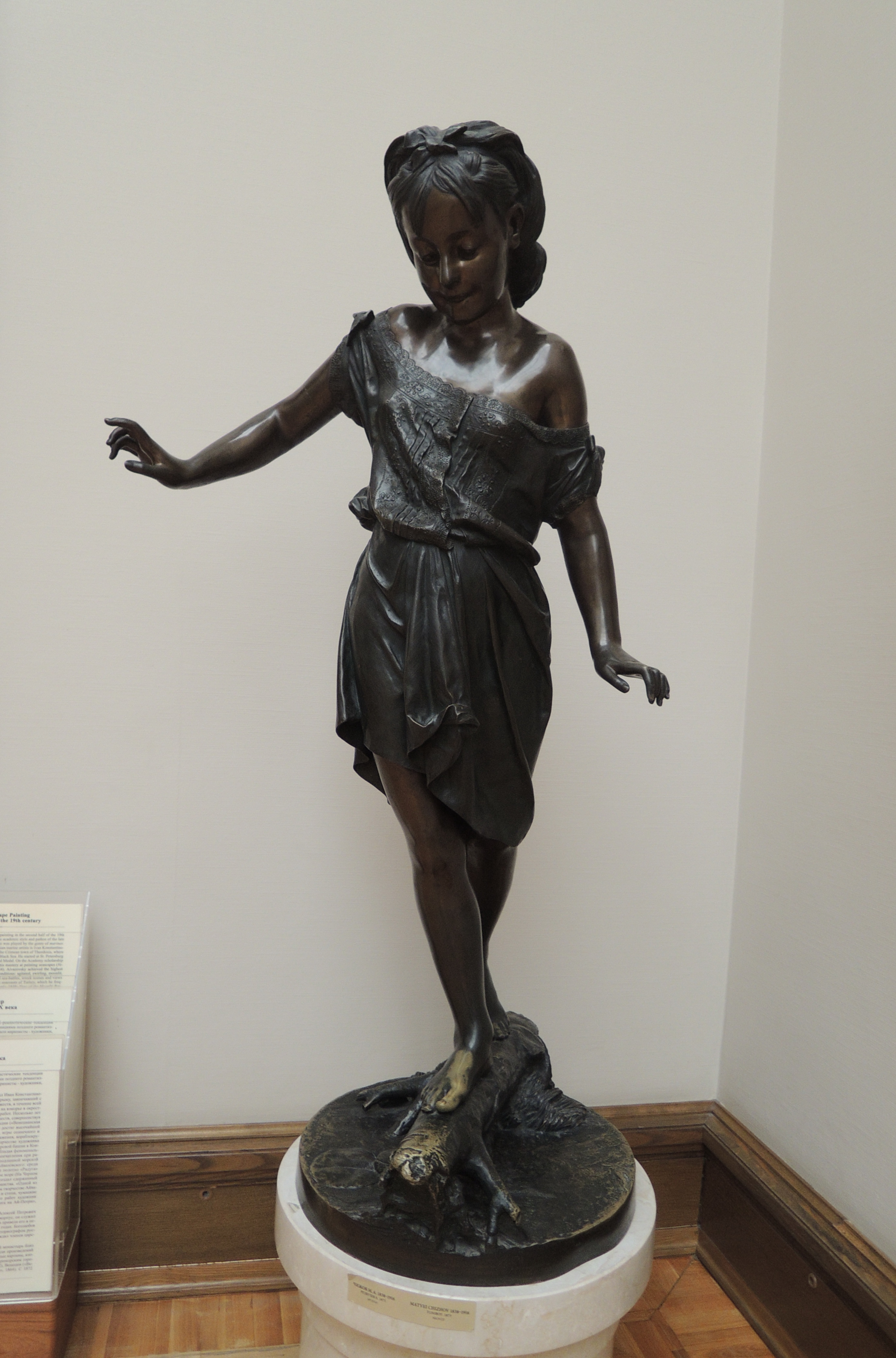
La Fillette espiègle (1874), Galerie Tretiakov
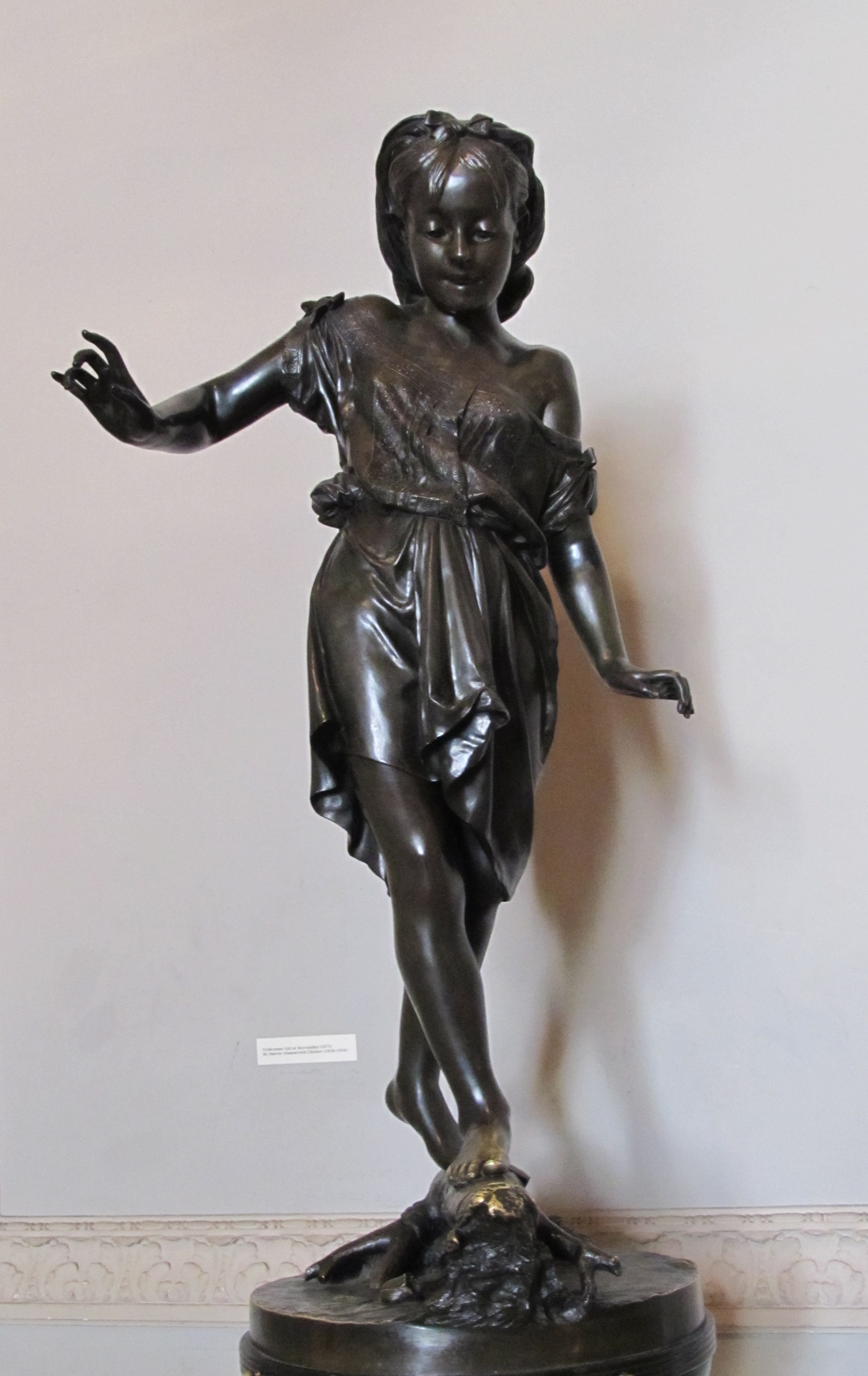
La Fillette espiègle (1874), New York Public Library
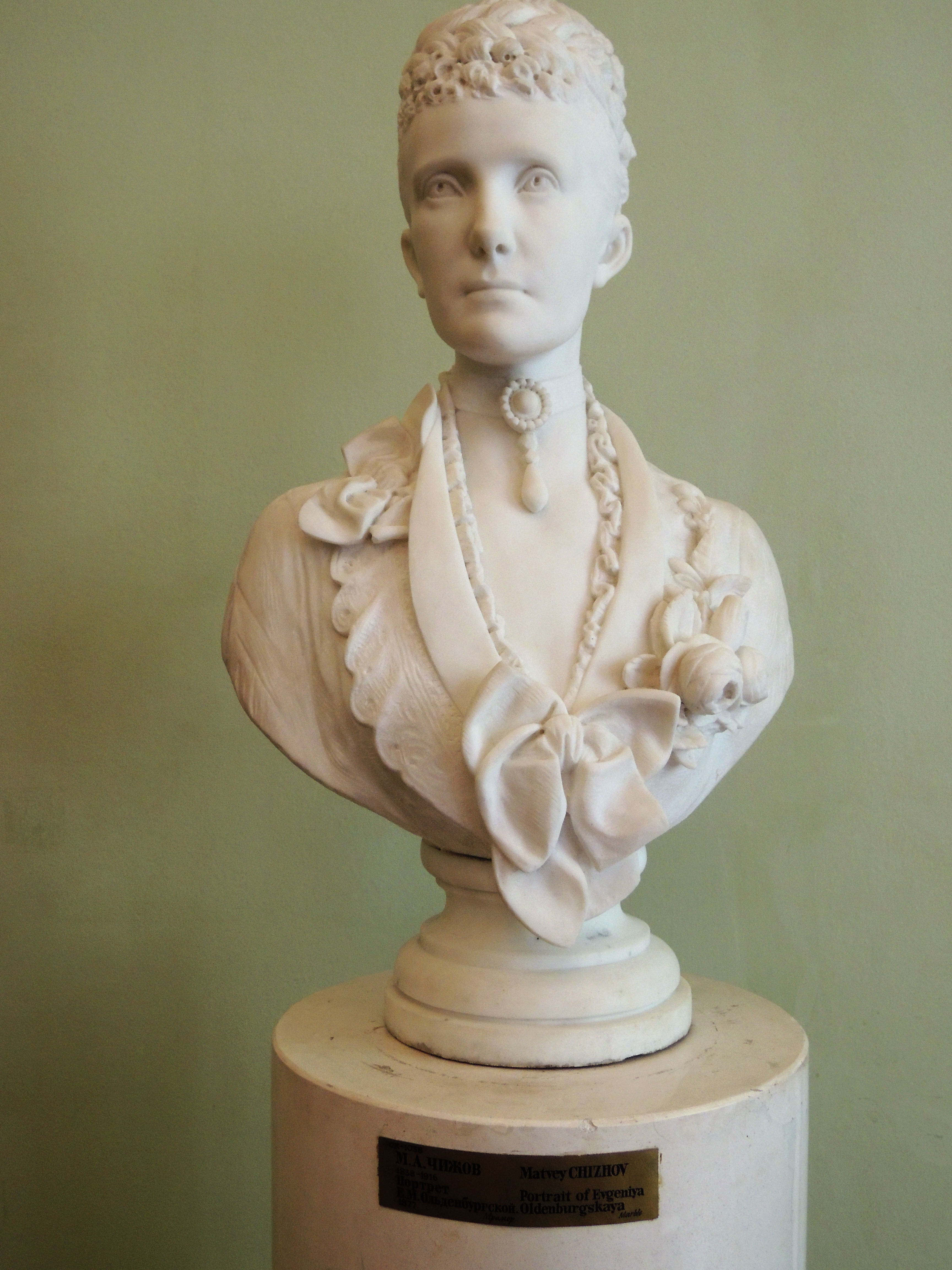
La princesse Eugénie d'Oldenbourg (1877), musée Russe
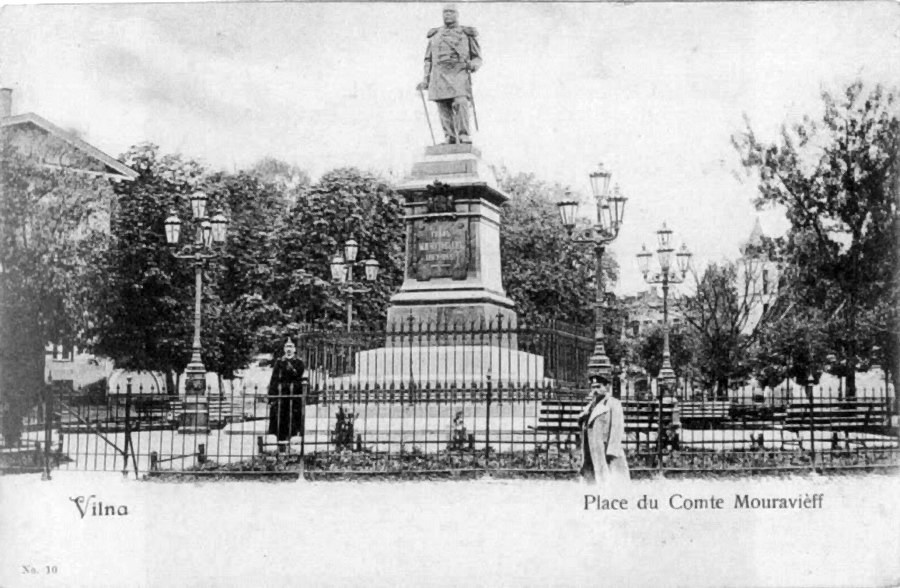
Monument du général-comte Mouraviov (1898, avec le peintre Ivan Troutnev, l'architecte Vassili Griaznov, démoli), Wilna
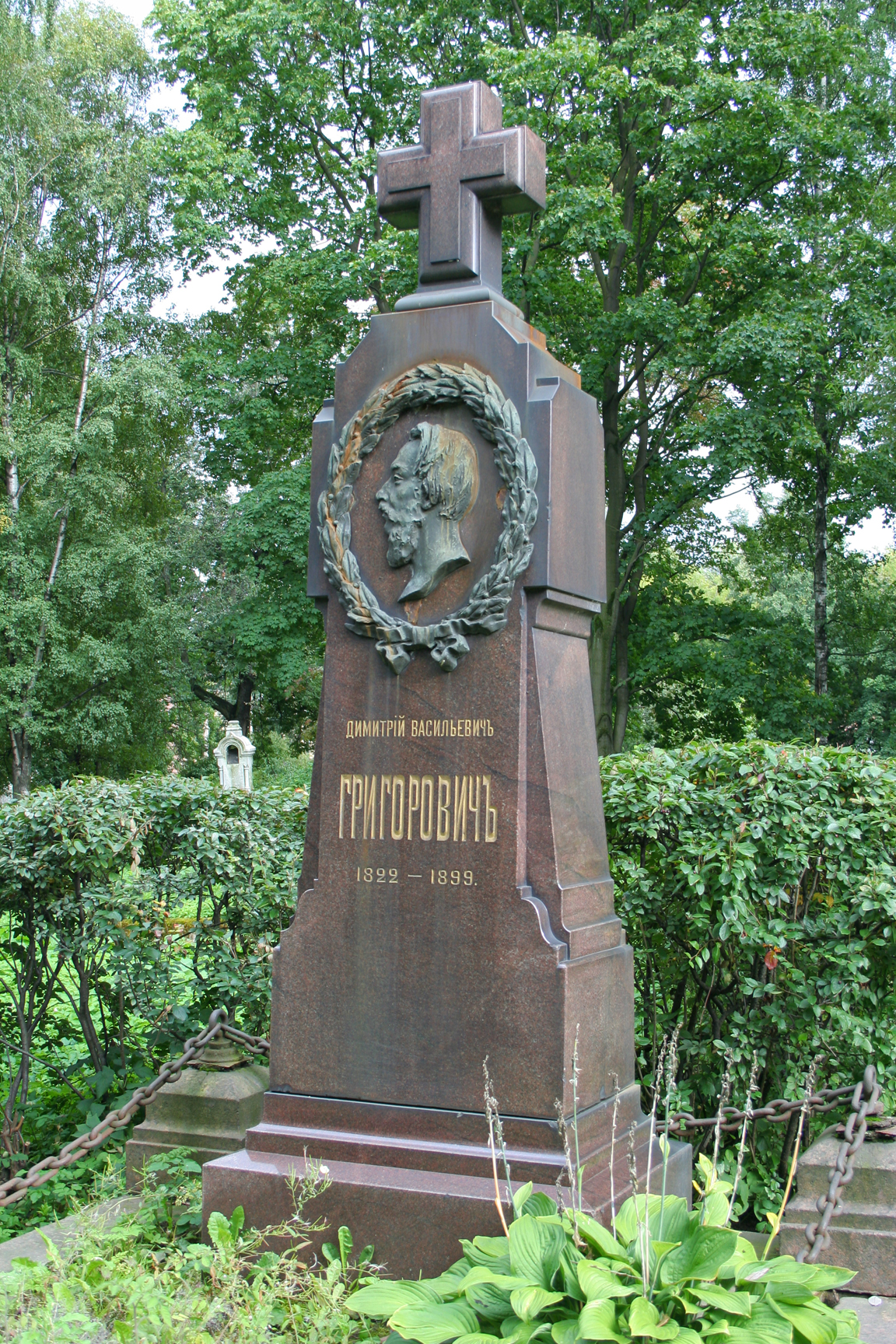
Sépulture de Dmitri Grigorovitch (1903, avec l'architecte Alexander Daniel Geschwendt), pont des écrivains du cimetière Volkovo
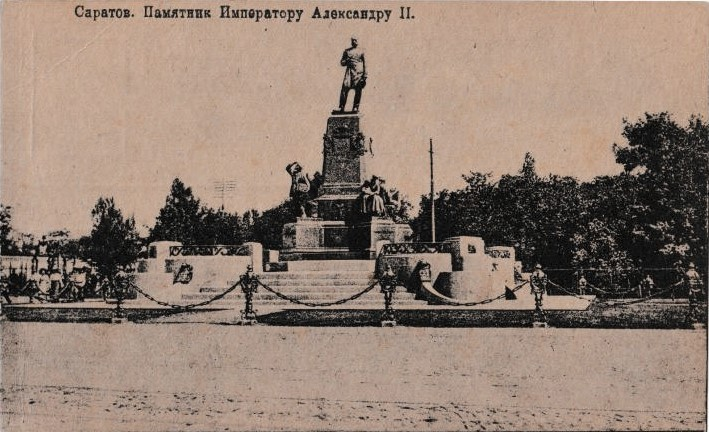
Monument d'Alexandre II (1907, socle de Sergueï Volnoukhine; remplacé en 1918 par la statue de Félix Dzerjinski (Saratov).